# Пшивори Ополске
Пшивори Ополске (на полски: Przywory Opolskie) е железопътна гара в Пшивори, Южна Полша.
Разположена е на железопътна линия 136 (Ополе Грошовице – Кенджежин Кожле).